# Kraftwerk Cipolletti
Das Kraftwerk Cipolletti bzw. Kraftwerk Ingenieur César Cipolletti (spanisch Central hidroeléctrica Cipolletti bzw. Central hidroeléctrica Ingeniero César Cipolletti) ist ein Wasserkraftwerk in der Provinz Río Negro, Argentinien. Es liegt ungefähr 5 km nordöstlich der Stadt Cipolletti an einem Kanal, der bei der Ortschaft Barda del Medio vom Río Neuquén abzweigt. Ungefähr 10 km kanalaufwärts liegt das Kraftwerk Julián Romero.
Das Kraftwerk wurde 1956 in Betrieb genommen. Die installierte Leistung beträgt mit einer Turbine 4 (bzw. 5,4) MW. Der Durchfluss liegt bei 65 m³/s.